# Guillaume Seye
Pour les articles homonymes, voir Seye.
Guillaume Seye, né le 28 novembre 1996 à Deinze, est un coureur cycliste belge.

## Biographie
Guillaume Seye est originaire de Deinze, une commune belge située en Région flamande.
En 2013, il s'impose sur Gand-Menin. Il s'agit de son premier succès obtenu sur une course inscrite au calendrier de l'UCI,. L'année suivante, il remporte notamment le contre-la-montre du Keizer der Juniores (moins de 19 ans). Il rejoint ensuite le club VL Technics-Abutriek en 2015 pour ses débuts espoirs (moins de 23 ans).
De 2016 à 2018, il court au sein de la structure EFC-Etixx. Bon rouleur, il obtient diverses victoires et places d'honneur dans des interclubs ou des compétitions régionales. Il termine par ailleurs deuxième d'une édition du championnat de Belgique du contre-la-montre, dans la catégorie espoirs (moins de 23 ans). Stagiaire chez Verandas Willems-Crelan, il n'est toutefois pas recruté par cette formation. 
En 2019, il intègre l'équipe continentale BEAT Cycling Club, qui évolue sous licence néerlandaise. Avec ses coéquipiers, il remporte le contre-la-montre par équipes du Kreiz Breizh Elites et endosse le premier maillot de leader. Il se classe également cinquième de la Flèche de Heist et huitième du Slag om Norg. En aout 2020, il prend la sixième place du championnat de Belgique du contre-la-montre.
Il redescend finalement au niveau amateur en 2021, au sein du club Vetrapo.

## Palmarès et résultats

### Palmarès par année
- 2013
  - Gand-Menin
- 2014
  - Champion de Flandre-Orientale du contre-la-montre juniors
  - 2ea étape du Keizer der Juniores (contre-la-montre)
- 2015
  - 2e du championnat de Flandre-Orientale du contre-la-montre espoirs
- 2016
  - Champion de Flandre-Orientale du contre-la-montre espoirs
  - Classement général du Tour du Brabant flamand
  - 3e du championnat de Belgique du contre-la-montre par équipes
- 2017
  - 2e du championnat de Flandre-Orientale du contre-la-montre espoirs
- 2018
  - Grand Prix de Geluwe
  - 2e du championnat de Belgique du contre-la-montre espoirs
  - 2e du championnat de Belgique du contre-la-montre par équipes
  - 2e du Mémorial Igor Decraene
- 2019
  - Champion de Flandre-Orientale du contre-la-montre
  - 1re étape du Kreiz Breizh Elites (contre-la-montre par équipes)
  - 2e du Grand Prix Wase Polders
- 2021
  -  Champion de Belgique du contre-la-montre élites sans contrat
  - 2e étape de la Ronde des Combattants 14-18 (contre-la-montre)
- 2022
  -  Champion de Belgique du contre-la-montre élites sans contrat
  - Champion du Brabant flamand du contre-la-montre
  - Mémorial Danny Jonckheere
  - 2e de Gand-Staden
  - 2e du championnat du Brabant flamand sur route
- 2023
  - 2e du championnat de Belgique du contre-la-montre élites sans contrat
  - 3e de Gand-Staden
  - 3e du championnat du Brabant flamand sur route
- 2024
  - Champion du Brabant flamand du contre-la-montre
  - 3e du championnat de Belgique du contre-la-montre élites sans contrat

### Classements mondiaux
| Année                                 | 2018  | 2019 | 2020  |
| ------------------------------------- | ----- | ---- | ----- |
| Classement mondial                    | 1974e | 750e | 1631e |
| UCI Europe Tour                       | 1316e | 546e | 1212e |
|                                       |       |      |       |
| Légende : nc = non classéSource : UCI |       |      |       |